# قشلاق میرعوض
قشلاق میرعوض یک روستا در ایران است که در استان اردبیل واقع شده‌است.